# Остров Петерсена
О́стров Пе́терсена — остров архипелага Норденшёльда. Административно относится к Таймырскому району Красноярского края России.

## География
Расположен в центральной части архипелага. Входит в состав островов Пахтусова, лежит в их восточной части. Со всех сторон, кроме севера, окружён другими островами архипелага: с запада лежат острова Шпанберга, Добрыня Никитич и острова Скудные, с юго-запада лежат острова Новый, Стрижёва и Котовского, с юга и юго-востока — острова Звероловный, Граничный, Наварин и Юрт, с востока — остров Олег. Севернее острова Петерсена пролегает пролив Ленина, за которым расположены острова Литке, от западных островов остров отделён проливом Добрыня Никитич, а от юго-западных — Проливом Радзеевского. Расстояние до континентальной России — около 45 километров.

## Описание
Имеет неровную форму со множеством довольно крупных полуостровов и заливов. Является вторым по площади островом архипелага после острова Русский. Длина острова от юго-западного мыса Долгого до северо-восточного мыса Мрачного составляет около 19 километров, от северного мыса Двойного до юго-восточного мыса Окончания — 17 километров. Ширина острова в средней части — около 11,5 километра, в самом узком месте — немногим более 100 метров.
В юго-западной части острова находится полуостров Долгий длиной около 4,5 километра, в юго-восточной части расположен полуостров Заблуждений, соединённый с островом Петерсена узкой (около 100 метров) перемычкой.
Северный изгиб острова образует бухту Малую, с востока в остров вдаётся бухта Надёжная глубиной до 42 метров, с юга — бухты Чугункова и Неизвестная, с северо-запада — бухта Спокойная.
Значительная часть острова занята скалистыми возвышенностями с пологими склонами высотой до 77 метров в северной части. Склоны скал и прибрежные участки острова покрыты каменистыми россыпями. С возвышенностей к побережью острова большое количество непостоянных (промерзающих зимой) безымянных ручьёв. По всему острову разбросано множество небольших в основном бессточных горько-солёных озёр, бо́льшая часть которых расположена у самого побережья и имеет лагунное происхождение. Участки острова у озёр и по берегам ручьёв частично заболочены.
Редкая растительность на юге острова представлена мохово-лишайниковыми сообществами и короткой жёсткой травой. На северной возвышенности, на западе острова и на полуострове Заблуждений установлены три геодезических пункта.

## История
Остров назван в 1901 году русской полярной экспедицией Эдуарда Толля 1899—1903 годов в честь известного русского врача-дерматолога и общественного деятеля Оскара Владимировича Петерсена (1849—1919).